# Diocesi di Tibica
La diocesi di Tibica (in latino Dioecesis Thibicensis) è una sede soppressa e sede titolare della Chiesa cattolica.

## Storia
Tibica, identificabile con Bir-Magra nell'odierna Tunisia, è un'antica sede episcopale della provincia romana dell'Africa Proconsolare, suffraganea dell'arcidiocesi di Cartagine.
Unico vescovo attribuibile a questa diocesi è Paolo, episcopus Tabucensis, che prese parte al concilio antimonotelita del 646.
Dal 1933 Tibica è annoverata tra le sedi vescovili titolari della Chiesa cattolica; dal 18 maggio 2019 il vescovo titolare è Philippe Marsset, vescovo ausiliare di Parigi.

## Cronotassi

### Vescovi
- Paolo ? † (menzionato nel 646)

### Vescovi titolari
- Joseph Nakabaale Kiwánuka, M.Afr. † (25 maggio 1939 - 25 marzo 1953 nominato vescovo di Masaka)
- Eugênio de Araújo Sales † (1º giugno 1954 - 29 ottobre 1968 nominato arcivescovo di San Salvador di Bahia)
- Lajos Kada † (20 giugno 1975 - 26 novembre 2001 deceduto)
- José Luis Escobar Alas (19 gennaio 2002 - 4 giugno 2005 nominato vescovo di San Vicente)
- Ramón Alfredo Dus (5 agosto 2005 - 26 marzo 2008 nominato vescovo di Reconquista)
- Luis Francisco Ladaria Ferrer, S.I. (9 luglio 2008 - 28 giugno 2018 nominato cardinale diacono di Sant'Ignazio di Loyola a Campo Marzio)
- Philippe Marsset, dal 18 maggio 2019